# محمد سالم الحاجي
هو محمد سالم الحاجي 
وتاريخ الميلاد 15/7/1947
مجالات الكتابة: القصة / الشعر / النثر.. وغيرها من المجالات الأدبية 
عمل في البحر لعدة سنوات واستفاد من ذلك في كتاباته.. كما عمل رئيسا للمكتب الصحفي بالأرجنتين لمدة ثلاث سنوات 
نشر إنتاجه القصصي في طرابلس الغرب والعلم واليوم والاسبوع الثقافي والحرية ومجلات الرواد والمراءة الليبية الحذيثة..
شارك في الملتقي الأدبي الأول الذي اقامته إدارة الثقافة وفاز بالجائزة الأولى عن قصة سيدي المجروح..
كما شارك في الملتقى الأول للنشر الذي اقيم بمصر عام 87 وكتب العديد من النقاد دراسات عن قصصه واجرت الصحف مقابلات معه..ووافاه الاجل المحتوم وانتقل إلى جوار الرفيق الأعلى بتاريخ 11/12/1423 ميلادية
وابرز مؤلفات الكاتب
الوجه الآخر وزارة الاعلام عام 1972
ثلاثة وجوه لعملة واحدة الدار العربية للكتاب 1977
مشاهدات في بحر الدم الدار الجماهيرية 1980
مخطوطاته:
رسومات لسيد الريح (شعر)
فارس الشعاع (قصص للاطفال)
طفلة النور (قصصص للاطفال)